# Пашинник Валерій Юхимович
Паши́нник Вале́рій Юхи́мович (10 листопада 1944 — 23 березня 2016) — український хімік-елементорганік, доктор хімічних наук, професор.

## Біографія
Народився в селі Жидовці Попільнянського району Житомирської області. З грудня 1944 року проживав у Києві. У 1962–1970 роках навчався в Київському державному університеті ім. Т. Г. Шевченка. З другого курсу був призваний до лав Радянської армії, де служив від 1963 до 1966 року. У 1976 році захистив кандидатську дисертацію на тему «Амінофторсульфурани», науковий керівник — академік НАН України Л. М. Марковський. У 2000 році захистив докторську дисертацію на тему «Діалкіламінофторосульфурани, поліфтороалкоксифторосульфурани, сульфонієві та селенонієві солі на їх основі». Від 1970 року працював в Інституті органічної хімії НАН України: до 1972 року інженером, від 1972 року був аспірантом, від 1975 року працював старшим інженером, від 1977 року — науковим співробітником,  від 1980 року —старшим науковим співробітником, від 1988 року — провідним науковим співробітником. Від 1988 року до 1993 рік був ученим секретарем Інституту органічної хімії. Від 1994 року  —  провідний науковий співробітник Інституту.
Помер 23 березня 2016 року після тяжкої тривалої хвороби. Похований у Києві на Лісовому цвинтарі.

## Наукові праці
Сфера наукових інтересів: хімія органічних сполук Сульфуру, Флуору, методи введення атомів Флуору в органічні молекули тощо. Автор понад 90 наукових праць (2 монографії). Під керівництвом Пашинника В. Ю. захищено 3 дисертації.

## Державні нагороди
- Державна премія України в галузі науки і техніки 2013 року — за цикл наукових праць «Наукові засади створення нових елементоорганічних сполук і матеріалів на їх основі» (у складі колективу)[4]